# Walter Nährich
Walter Nährich (* 30. August 1909 in Beuthen; † 9. April 1993) war während der deutschen Besetzung Frankreichs stellvertretender Kommandeur der Sicherheitspolizei und des SD in Bordeaux, der für die Deportation von Juden aus seinem Bezirk zuständig war. Nach dem Krieg wurde er in Abwesenheit vom französischen Militärgericht abgeurteilt; ein Ermittlungsverfahren der Ludwigsburger Zentralen Stelle führte nicht zu einem Prozess, da der Beschuldigte nicht verhandlungsfähig war.

## Wirken
Nährich war vor dem Krieg als Regierungsassessor im Innenministerium des Saarlandes tätig. Im Krieg war er zunächst Militärverwaltungsbeamter in Frankreich, spätestens seit Frühsommer 1942 fungierte er als Stellvertreter des Kommandeurs der Sicherheitspolizei in Bordeaux und sorgte dort für die Deportation der Juden. Nachweislich nahm er 1942 an Besprechungen Danneckers teil, bei denen auch der „Abschub“ ins KZ Auschwitz-Birkenau genannt wurde. 1944 wurde er im Osten eingesetzt und geriet 1945 in sowjetische Kriegsgefangenschaft. Er tarnte sich mit einer Uniform der Luftwaffe und gab einen falschen Namen an. Nach einem Arbeitsunfall wurde er 1947 entlassen.
In einem Entnazifizierungsverfahren unter richtigem Namen wurde Nährich als Mitläufer eingestuft. Er promovierte 1950 in Bonn an der juristischen Fakultät, arbeitete aber in der Baufirma seines Schwiegervaters, deren Leitung er 1956 übernahm. Im Jahre 1969 löste er das Baugeschäft auf und zog mit seiner Familie ins Saarland. Er machte dort als 131er Pensionsansprüche als ehemaliger Regierungsrat des Landes geltend, was er 1976 durchsetzen konnte.

## Strafrechtliche Folgen
Nährich wurde im Jahre 1952 in Abwesenheit vom Militärgericht in Metz zum Tode verurteilt. In Unkenntnis dieses Urteils besuchte er 1965 seinen ehemaligen Dienstsitz in Bordeaux; er wurde erkannt und festgenommen. Die französische Strafprozessordnung sieht vor, dass Urteile in absentia des Angeklagten nicht vollstreckt werden. Vielmehr musste das Verfahren erneut durchgeführt werden. Nährich wurde vorläufig aus der Haft entlassen, flüchtete nach Deutschland und widersetzte sich einer Aufforderung des deutschen Justizministeriums, sich seinem Prozess in Frankreich zu stellen. Aufgrund Artikel 16 des Grundgesetzes konnte er nicht ausgeliefert werden. Das französische Gericht verurteilte Nährich – wiederum in Abwesenheit – zu einer dreijährigen Haftstrafe.
Schleppend durchgeführte deutsche Ermittlungen wegen seiner Tätigkeit in Frankreich führten 1983 zu einer Anklage, doch der 74-jährige Beschuldigte war verhandlungsunfähig. Ein gegen ihn laufendes Disziplinarverfahren wurde eingestellt; Pensionskürzungen wurden zurückgenommen. Im Verlaufe der Vernehmungen und noch 1979 als Zeuge in einem Prozess behauptete Nährich, er habe seinerzeit geglaubt, die Deportierten seien zum Arbeitseinsatz in den Osten geschickt worden; von Vernichtung habe er nichts gewusst. Diese Ausrede war unglaubwürdig, denn die Deportationen umfassten auch arbeitsunfähige Greise, Kleinkinder und Säuglinge.